# Конвенция об оценке воздействия на окружающую среду в трансграничном контексте
Конвенция об оценке воздействия на окружающую среду в трансграничном контексте (сокр. Конвенция Эспо) — международное соглашение, инициированное Европейской экономической комиссией ООН, подписанное в Эспоо (Финляндия) в 1991 году и вступившее в силу в 1997 году. Согласно конвенции, процедура оценки воздействия на окружающую среду (включающая публичные обсуждения) потенциально опасных проектов должна проводиться не только внутри государства, но и в сопредельных странах, которые могут быть затронуты воздействием этих объектов. В соответствии с Конвенцией, процедура оценки должна производиться на ранних стадиях планирования. Перечень объектов, которые могут воздействовать на сопредельные страны, содержится в Добавлении 1 Конвенции.
Россия (на момент подписания — СССР) подписала Конвенцию 6 июля 1991 года. Документ вступил в силу 10 сентября 1997 года (Источник публикации Международное публичное право. Сборник документов. Т. 2. — М.: БЕК, 1996. С. 199—207). Россия руководствуется положениями Конвенции, и это закреплено, в частности, в действующем Положении Госкомэкологии «Об оценке воздействия намечаемой хозяйственной и иной деятельности на окружающую среду в Российской Федерации».